# Franz Aschgan
Franz Aschgan (* 19. September 1899 in Villach; † 3. Februar 1945 im KZ Dachau) war ein österreichischer Gewerkschaftssekretär und Politiker (SDAP).

## Leben
Aschgan war der uneheliche Sohn der Handwerkertochter Maria Aschgan (* 3. Oktober 1879). Er war zunächst römisch-katholisch, trat am 6. Juli 1928 aus der Kirche aus und wurde am 19. März 1935 wieder römisch-katholisch. Er heiratete am 20. Mai 1925 Bertha Limpl (* 28. Juli 1903; † 8. Juni 1993). Aus der Ehe ging mindestens eine Tochter hervor.
Aschgan besuchte vier Jahre die Volksschule und zwei Klassen die Bürgerschule. Er machte eine Ausbildung zum Handelsangestellten und wurde Sekretär der Sozialdemokratischen Partei in Villach, Gewerkschaftssekretär und Vertrauensmann der Kriegsopfer in Villach.
Aschgan war Gemeinderat der Stadt Villach und gehörte vom 13. Dezember 1930 bis zum Mandatsverlust nach Verbot der Sozialdemokratischen Partei am 12. Februar 1934 dem Kärntner Landtag an. Am 20. Juli 1944 wurde er verhaftet und am 30. August 1944 ins KZ Dachau überstellt, wo er ermordet wurde.
Eine Gedenktafel im Landhaus Klagenfurt erinnert an ihn (siehe auch Liste der Stolpersteine in Kärnten#Gedenktafel im Landhaus).